# Thāndla
Thāndla är en ort i Indien.   Den ligger i distriktet Jhābua och delstaten Madhya Pradesh, i den centrala delen av landet, 700 km söder om huvudstaden New Delhi. Thāndla ligger 304 meter över havet och antalet invånare är 13 658.
Terrängen runt Thāndla är platt. Runt Thāndla är det tätbefolkat, med 276 invånare per kvadratkilometer. Det finns inga andra samhällen i närheten. Trakten runt Thāndla består till största delen av jordbruksmark.